# Кирмиз Марія Андріївна
Марія Андріївна Кирмиз (23 серпня 1964, Григоріополь, МРСР, СРСР) — придністровський державний, громадський і театральний діяч. Начальник Державної служби з питань культури Придністровської Молдавської Республіки з 15 січня 2014 року.
Директор Придністровського державного театру драми і комедії ім. Н.С. Аронецької (1999-2014).

## Біографія
Народилася 23 серпня 1964 року в місті Григоріополь, МРСР, СРСР. В 1991 році закінчила Молдавський державний інститут мистецтв за спеціальністю "методист-організатор культурно-просвітницької роботи.

### Трудова діяльність
З 1986 по 1992 рік працювала методистом у Григоріопольському Управлінні культури, а потім до 1997 року займала посаду директора з комерційних питань у Григоріопольському Центрі сприяння сім'ї і дитинства. З 1997 по 1998 рік займала посаду провідного спеціаліста у Григоріопольському Управлінні культури, пізніше була переведена на посаду головного спеціаліста в Республіканське Управління культури, де пропрацювала до 1999 року.
15 років трудової діяльності присвятила Придністровському державному театру драми і комедії імені Н.С. Аронецкої, де з 1999 по 2014 рік пропрацювала директором, а 15 січня 2014 року розпорядженням Уряду ПМР призначена начальником державної служби з питань культури ПМР.

## Громадська діяльність
- член Громадської ради з культури при Тираспольсько-Дубоссарській єпархії[3]

## Звання та нагороди
- Грамота Президента ПМР
- Медаль «За трудову доблесть» (ПМР)[4]
- Медаль «За відзнаку у праціі» (ПМР)[5]
- Почесне звання «Заслужений працівник культури»
- Спеціальний приз фестивалю «Homo Ludens»[6]